# (I'm Gonna) Love Me Again
(I'm Gonna) Love Me Again es una canción de la película biográfica Rocketman de 2019. Escrita por Elton John y Bernie Taupin, la canción fue interpretada por John y Taron Egerton, quien interpretó a John en la película. La canción se escucha en los créditos finales de la película. El video musical oficial presenta tanto clips de archivo de la carrera temprana de John como escenas de la película. La canción ganó numerosos premios, entre ellos "Mejor Canción Original" en los Golden Globe Awards de 2019, en los 25th Critics Choice Awards 2020, en los Premios 24.º Staelite Awards, y el Óscar a mejor canción original en la 92.ª edición de los Premios Óscar.
La canción se estrenó en BBC Radio el 16 de mayo de 2019.
| Predecesor: «Shallow» de A Star Is Born | Óscar a la mejor canción original 2020 | Sucesor: «Fight for You» de Judas and the Black Messiah |